# Brinkum
Brinkum est une municipalité allemande du land de Basse-Saxe et l'Arrondissement de Leer. En 2014, elle comptait 700 hab.

## Source
- (de) Cet article est partiellement ou en totalité issu de l’article de Wikipédia en allemand intitulé « Brinkum » (voir la liste des auteurs).